# 텔레스크린
텔레스크린(telescreen)은 조지 오웰의 1949년 디스토피아 소설인 1984에 등장하는 양방향 비디오 장치이다. 어느 곳에나 존재하며 거의 꺼지지 않는 이 장치는 피할 수 없는 선전 수단이자 감시 도구이다.
텔레스크린의 개념은 개인의 시청각 자료를 은밀하게 수집할 수 있는 인터넷 및 셀룰러 기반 장치의 맥락에서 현대뿐만 아니라 전체주의 정권의 사생활 침해에 대한 은유 또는 우화로 탐구되었다. 명시적인 동의나 인식 없이 데이터를 수집하는 경우가 많다.

## 기원
제프 프루처는 1932년 원더 스토리스의 F. 플래그의 단편 소설 애프터 아마겟돈(After Armageddon)에서 "텔레스크린"이라는 용어를 처음 사용했다. "텔레스크린"이라는 단어는 로버트의 초기 SF 소설에 가끔 등장한다. 하인라인은 1940년대 후반에 출판되었으며 대략 오웰의 책과 동시에 출판되었다. 하인라인이 사용한 것처럼 "텔레스크린"은 오웰식의 불길한 의미가 전혀 없이 현재 "텔레비전"이라고 불리는 것을 간단히 나타낸다. 1950년대에는 오웰의 책이 널리 알려지면서 그러한 사용이 더 이상 불가능해졌다.
오웰의 소설은 1947~1948년에 집필되었다. 그가 만든 텔레스크린은 이미 존재하는 일부 기술을 기반으로 했지만(텔레비전의 역사 문서 참고) 최초의 감시 카메라는 소설이 출판된 직후인 1949년에야 미국에서 판매되기 시작했다.

## 같이 보기
- 대중감시
- 선전 (사회학)
- 패놉티콘